# Сергино (Свердловская область)
Сергино — упразднённая в апреле 2017 года деревня. Располагалось на территории Тавдинского муниципального округа Свердловской области России.

## География
Урочище расположено в 26 километрах (по автотрассе в 33 километрах) к востоку от города Тавда.
В окрестностях деревни, в 1,5 километрах проходит автотрасса Тавда — Карабашка.

## История
Закон Свердловской области от 13.04.2017 г № 37-ОЗ «О внесении изменений в Закон Свердловской области „О границах муниципальных образований, расположенных на территории Свердловской области“» исключил из текста Закона Свердловской области от 20 июля 2015 года N 95-ОЗ «О границах муниципальных образований, расположенных на территории Свердловской области» слова «деревня Сергино»:26.

## Население
| 2002 | 2010 |
| ---- | ---- |
| 0    | →0   |

## Транспорт
Согласно Постановлению Правительства Свердловской области от 17.06.2021 № 351-пп, в Перечень автомобильных дорог общего пользования регионального значения Свердловской области входит 65 ОП РЗ 65К-2707000 «д. Гузеево — бывшая д. Сергино» протяжённостью 2,710 км.